# Чемпіонат Європи з кросу 2023
Чемпіонат Європи з кросу 2023 був проведений 10 грудня в Брюсселі.
Про надання Брюсселю права проводити чемпіонат було анонсовано 6 травня 2022.
Траса змагань була прокладена в парку Лакен.
Вперше в історії чемпіонатів довжина дистанції для спортсменів обох статей у межах кожної вікової категорії була однаковою — юніори (спортсмени у віці до 20 років) долали дистанцію 5000 метрів, молодь (до 23 років) — 7000 метрів, а дорослі — 9000 метрів.

## Призери

### Чоловіки
| Першість | Золото | Золото  | Срібло                                                                             | Срібло | Бронза | Бронза |
| -------- | --- | ------- | ---------------------------------------------------------------------------------- | ------ | --- | ------ |
| Особиста | Янн Шруб Франція                                                                                              | 30.17   | Магнус Тув Мюре Норвегія                                                           | 30.20  | Робін Гендрікс Бельгія                                                                                                 | 30.22  |
| Командна | Бельгія Робін Гендрікс (3) Джон Гейманс (6) Айзек Кімелі (11) Марко Вандерпортен Пітер-Ян Ганнес Гійом Грімар | 20 очок | Франція Янн Шруб (1) Фаб'ян Палько (10) Уго Е (15) Донован Крістьян Бастьян Огусто | 26     | Норвегія Магнус Тув Мюре (2) Генрік Інгебрігтсен (12) Якоб Бутера (18) Ейвінд Ейгард Евен Брендбо Даль Фредрік Сандвік | 32     |

| Першість | Золото | Золото  | Срібло                                                                                        | Срібло | Бронза                                                                                       | Бронза |
| -------- | --- | ------- | --------------------------------------------------------------------------------------------- | ------ | -------------------------------------------------------------------------------------------- | ------ |
| Особиста | Вілл Барнікоут Велика Британія                                                                                        | 23.42   | Валентин Бреск Франція                                                                        | 23.42  | Метью Стоньєр Велика Британія                                                                | 23.51  |
| Командна | Велика Британія Вілл Барнікоут (1) Метью Стоньєр (3) Джеймс Кінгстон (21) Томер Таррагано Генрі Мак-Лакі Рорі Леонард | 25 очок | Франція Валентин Бреск (2) Тео Рубенс Баніні (15) Флав'ян Сот (17) Люк ле Барон Тітуан ле Грі | 34     | Норвегія Моа Абунначат Боллеро (4) Вебйорн Говдейор (13) Ібрагім Бурас (25) Крістоффер Саглі | 42     |

| Першість | Золото                                                                                                | Золото  | Срібло | Срібло | Бронза | Бронза |
| -------- | --- | ------- | --- | ------ | --- | ------ |
| Особиста | Аксель Ванг Крістенсен Данія                                                                          | 16.09   | Нілс Ларос Нідерланди                                                                                      | 16.10  | Нік Гріггс Ірландія                                                                                               | 16.24  |
| Командна | Ірландія Нік Гріггс (3) Наялл Мерфі (9) Йонас Стаффорд (10) Сімус Робінсон Шейн Броснан Гаррі Колберт | 22 очки | Велика Британія Сем Міллс (5) Генрі Довер (6) Роуен Мілл-Інграм (13) Ендрю Мак-Гілл Сем Годжсон Луїс Смолл | 24     | Іспанія Рубен Леонардо (8) Унаї Наранхо (15) Алейкс Вівес (20) Месфін Ескамілья Серхіо дель Барріо Рональдо Оліво | 43     |

### Жінки
| Першість | Золото | Золото  | Срібло | Срібло | Бронза                                                                                              | Бронза |
| -------- | --- | ------- | --- | ------ | --------------------------------------------------------------------------------------------------- | ------ |
| Особиста | Каролін Б'єркелі Гревдаль Норвегія                                                                                     | 33.40   | Надя Баттоклетті Італія                                                                                             | 34.25  | Еббі Доннеллі Велика Британія                                                                       | 34.42  |
| Командна | Велика Британія Еббі Доннеллі (3) Джессіка Ворнер-Джадд (5) Іззі Фрай (10) Поппі Тенк Амелія Квірк Нів Брідсон-Габбард | 18 очок | Іспанія Ірене Санчес-Ескрібано (8) Крістіна Руїс (13) Кароліна Роблес (16) Крістіна Еспехо Марта Гарсія Марта Перес | 37     | Бельгія Ліза Ромс (6) Хлоє Ербьє (9) Джульєтта Томас (23) Вікторія Варпі Імана Труєр Софі ван Акком | 38     |

| Першість | Золото | Золото  | Срібло                                                                           | Срібло | Бронза | Бронза |
| -------- | --- | ------- | -------------------------------------------------------------------------------- | ------ | --- | ------ |
| Особиста | Меган Кіт Велика Британія                                                                                      | 25.32   | Ілона Мононен Фінляндія                                                          | 26.55  | Наталі Бломквіст Фінляндія                                                                                   | 27.06  |
| Командна | Велика Британія Меган Кіт (1) Александра Міллард (11) Елоїз Вокер (15) Тія Вілсон Лінн Мак-Кенна Олівія Мейсон | 27 очок | Німеччина Ліза Меркель (14) Аннеке Фортмаєр (16) Мія Юренка (20) Джессіка Келлер | 50     | Іспанія Анхела Вісьйоза (4) Марія Фореро (6) Марія Гонсалес (40) Лаура Домене Мірея Арнедільйо Марта Серрано | 50     |

| Першість | Золото | Золото  | Срібло                                                                                            | Срібло | Бронза | Бронза |
| -------- | --- | ------- | ------------------------------------------------------------------------------------------------- | ------ | --- | ------ |
| Особиста | Іннес Фітцджеральд Велика Британія                                                                         | 18.19   | Софія Тегерсен Данія                                                                              | 18.38  | Жад ле Корр Франція                                                                                                | 18.49  |
| Командна | Велика Британія Іннес Фітцджеральд (1) Джесс Бейлі (8) Ліззі Веллстед (13) Кеті Пай Молі Лайонс Зої Гантер | 22 очки | Німеччина Кіра Вайс (4) Франциска Дрекслер (9) Емілі Юнгінгер (21) Кароліна Шефер Каролін Гінріхс | 34     | Швеція Ельза Сундквіст (5) Ебба Бромс (14) Тільда Менссон (18) Това Нільссон Ханна Кінане Майкен Седерлюнд Ларссон | 37     |

### Змішана естафета
У складі кожної команди виступали двоє чоловіків та двоє жінок. Кожен з них біг по 1 колу довжиною 1,5 км, а загальна довжина 4 кіл естафетної дистанції складала 6 км.
| Дистанція         | Золото                                                           | Золото | Срібло                                                              | Срібло | Бронза                                                       | Бронза |
| ----------------- | ---------------------------------------------------------------- | ------ | ------------------------------------------------------------------- | ------ | ------------------------------------------------------------ | ------ |
| 4 кола (4×1,5 км) | ФранціяБереніс Клеє-Мерль Антуан Сенар Сара Мадлен Алексі М'єлле | 19.44  | НідерландиКевін Візе Єтцке ван Кампен Маурен Костер Брам Андеріссен | 19.46  | Велика БританіяДжошуа Лей Бетан Морлі Адам Фогг Хаїса Мланга | 19.48  |

## Медальний залік
| Місце               | Країна              | Золото | Срібло | Бронза | Загалом |
| ------------------- | ------------------- | ------ | ------ | ------ | ------- |
| 1                   | Велика Британія     | 7      | 1      | 3      | 11      |
| 2                   | Франція             | 2      | 3      | 1      | 6       |
| 3                   | Норвегія            | 1      | 1      | 2      | 4       |
| 4                   | Данія               | 1      | 1      | 0      | 2       |
| 5                   | Бельгія             | 1      | 0      | 2      | 3       |
| 6                   | Ірландія            | 1      | 0      | 1      | 2       |
| 7                   | Нідерланди          | 0      | 2      | 0      | 2       |
| 7                   | Німеччина           | 0      | 2      | 0      | 2       |
| 9                   | Іспанія             | 0      | 1      | 2      | 3       |
| 10                  | Фінляндія           | 0      | 1      | 1      | 2       |
| 11                  | Італія              | 0      | 1      | 0      | 1       |
| 12                  | Швеція              | 0      | 0      | 1      | 1       |
| Загалом (12 збірні) | Загалом (12 збірні) | 13     | 13     | 13     | 39      |

## Українці на чемпіонаті
У складі збірної України на чемпіонаті Європи взяли участь 11 спортсменів. Найкращий індивідуальний результат в українській збірній показала Уляна Рачинська, яка посіла 27 місце у молодіжному забігу серед жінок. 

### Чоловіки
| Місце | Атлет                           | Результат |
| ----- | ------------------------------- | --------- |
| 62    | Дмитро Сірук Рівненська область | 32.42     |

| Місце | Атлет                               | Результат |
| ----- | ----------------------------------- | --------- |
| 39    | Андрій Атаманюк Хмельницька область | 25.05     |

| Місце | Атлет                             | Результат |
| ----- | --------------------------------- | --------- |
| 83    | Василь Несміянов Донецька область | 19.06     |

### Жінки
| участі не брали[a] |

| Місце | Атлетка                           | Результат |
| ----- | --------------------------------- | --------- |
| 27    | Уляна Рачинська Львівська область | 28.42     |
| 67    | Іванна Потапчук Волинська область | 31.01     |
| 73    | Дарина Омарова Харківська область | 32.19     |

| Місце | Атлетка              | Результат |
| ----- | -------------------- | --------- |
| 77    | Софія Гордійчук Київ | 22.54     |

a  У віковій категорії «дорослі» Україну на чемпіонаті мала представляти донеччанка Богдана Семьонова, проте отримана напередодні чемпіонату травма змусила її відмовитись від участі в змаганнях.

### Змішана естафета
| Місце | Команда | Результат |
| ----- | --- | --------- |
| 11    | Вікторія Шкурко Київська областьАнжела Бондар КиївВадим Лонський Донецька областьАндрій Краковецький Вінницька область | 21.44     |